# 賓氏真巨口魚
賓氏真巨口魚（学名：Eustomias binghami）为輻鰭魚綱巨口鱼目巨口鱼科的其中一種。分布於中西大西洋海域，為深海魚類，棲息深度75-1700公尺，體長可達14.4公分。

## 扩展阅读
維基物種上的相關：賓氏真巨口魚